# Fivelingo (waterschap)
Het boezemwaterschap Fivelingo in de Nederlandse provincie Groningen, dat in 1872 werd gevormd uit het noordelijk deel van het Generale Zijlvest der Drie Delfzijlen, waaraan de dijkrechten van Holwierde, Marsum en Oosterwijtwerd werden toegevoegd.
Als waterschapshuis fungeerde een villa aan de Stationsweg te Appingedam.
Het waterschap was onderverdeeld in vijf onderdelen, die elk een eigen bestuur hadden. De voorzitters van ieder onderdeel vormden het hoofdbestuur, onder leiding van een door de Kroon benoemde voorzitter. De onderdelen, genoemd naar de plaats waar het bestuur vergaderde, waren:
- Eerste onderdeel, Garmerwolde
- Tweede onderdeel, Loppersum
- Derde onderdeel,  't Zandt
- Vierde onderdeel, Godlinze
- Vijfde onderdeel, Appingedam

De belangrijkste taak van het onderdeelsbestuur was de toezicht op de wateren (de schouw).
De belangrijkste watergangen van het waterschap waren: het Damsterdiep, het Westerwijtwerdermaar, het Lustigemaar, het vervallen Tenboersterdiep, het Kroddebuurstermaar, de Tenposter Ae, het Leermenstermaar, het Oosterwijtwerdermaar, het Eenumermaar, het Zeerijpstermaar, de Oude en Lopster Wijmers, het Wirdumermaar, het Enzelensermaar, het Vischmaar, het Eekwerdermaar, het Zandstermaar, het Westeremdermaar, het Garsthuistermaar, het Godlinzermaar, het Losdorpstermaar, de Groote en Kleine Heekt, het Krewerdermaar, het Biessumermaar, het Uitwierdermaar, het Marsumermaar, de Groeve-Noord, het Nieuwe Diep, het vervallen Kattendiep en het Klievemaar.
Na de eerste grote waterschapshervorming in Groningen werd het oude waterschap samengevoegd met vele andere kleine waterschappen tot het nieuwe waterschap Fivelingo. De bij het waterschap toegevoegde waterschappen waren:
1967Arwerd, Boltjerpolder, Borgslooterpolder, Huisbuursterpolder, Leeghwaterpolder, Noordelijke Dijkema's polder, Noorder Hoeksmeersterpolder, Tenboersterpolder, Dethmers of Tuikwerderpolder, Dijkema's polder, Fivelzicht, Fledderbosscherpolder, Flikkezijlsterpolder, Garmerwolderpolder, Garrelsweerster Kloostermolenpolder, Grondzijlstermolenpolder, Het Anker, Kaakheemsterpolder, Ons Belang, Oude Olinger Zijlrecht, Riepmapolder, Tammingahuizen, Zuidwenning
1970Rottegatspolder
1991Swieringapolder
Waterstaatkundig gezien ligt het gebied sinds 2000 binnen dat van het waterschap Noorderzijlvest.